# Roger Pieters (bowler)
Roger Pieters (ca. 1950) is een Belgisch bowler.

## Levensloop
Pieters werd in 1987 te Helsinki wereldkampioen in de klasse 'masters' van het 10-pin-bowlen. Ook behoorde hij tot het 'team of five' (voorts samengesteld uit Jean-Marc Lebon, Gery Verbruggen, Yves Van Eijken, Yves Van Damme en Peter Boone) dat brons won op de Europese kampioenschappen van 1993 te Malmö.
Hij woont te Pollinkhove, voordien was hij woonachtig te Eeklo. Aanvankelijk was Pieters werkzaam bij Bekaert te Aalter, later baatte hij een bowlingspeciaalzaak uit te Brussel.